# Erika Farías

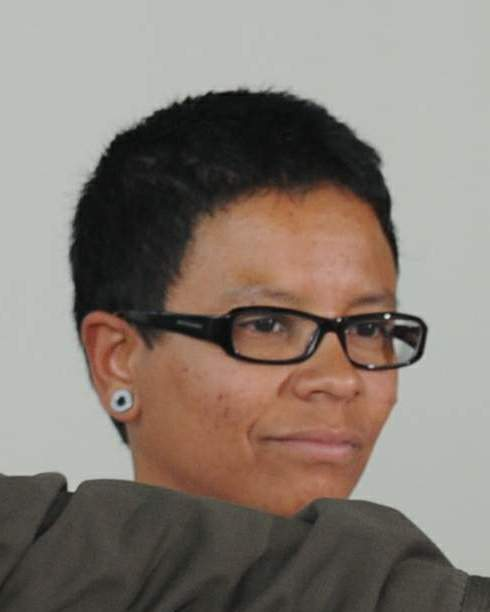
Erka Farías

Erika del Valle Farías Peña (nascida em 30 de outubro de 1972) é uma política venezuelana. Foi Ministra do Gabinete da Presidência por três vezes, Ministra da Agricultura Urbana, Ministra das Comunas e deputada à Assembleia Nacional Constituinte de 2017. É militante e membro da Direção Nacional do Partido Socialista Unido da Venezuela (PSUV), sendo actualmente prefeita do Município Libertador Bolivariano de Caracas.

## Biografia
Farías é graduada pela Universidade Pedagógica Experimental Libertador. Diretora Nacional da Frente Francisco de Miranda (organização política juvenil venezuelana, dedicada ao trabalho social), foi Ministra do Poder Popular para a Alimentação e Ministra do Poder Popular da Presidência da Venezuela durante o mandato do Presidente Hugo Chávez, e também deputada da Assembleia Nacional por Cojedes em 2010. Em 16 de dezembro de 2012, ganhou as eleições para governadora do Estado de Cojedes, com 75.383 votos.
Ela foi nomeada Ministra do Poder Popular para as Comunas e Movimentos Sociais por Nicolás Maduro em 2016.

### Sanções
Em 9 de agosto de 2017, o Departamento do Tesouro dos Estados Unidos impôs sanções a Farías devido ao seu cargo na Assembleia Constituinte da Venezuela de 2017.